# Mesnac
Mesnac és un municipi francès situat al departament del Charente i a la regió de la Nova Aquitània. El 2020 tenia 411 habitants.

## Demografia

### Població
El 2007 la població de fet de Mesnac era de 346 persones. Hi havia 118 famílies de les quals 21 eren unipersonals (13 homes vivint sols i 8 dones vivint soles), 38 parelles sense fills, 55 parelles amb fills i 4 famílies monoparentals amb fills.
La població ha evolucionat segons el següent gràfic:
Habitants censats

### Habitatges
El 2007 hi havia 156 habitatges, 122 eren l'habitatge principal de la família, 10 eren segones residències i 25 estaven desocupats. 152 eren cases i 4 eren apartaments. Dels 122 habitatges principals, 100 estaven ocupats pels seus propietaris, 17 estaven llogats i ocupats pels llogaters i 5 estaven cedits a títol gratuït; 2 tenien una cambra, 4 en tenien dues, 10 en tenien tres, 33 en tenien quatre i 73 en tenien cinc o més. 88 habitatges disposaven pel capbaix d'una plaça de pàrquing. A 51 habitatges hi havia un automòbil i a 64 n'hi havia dos o més.

### Piràmide de població
La piràmide de població per edats i sexe el 2009 era:
| Homes | Edats   | Dones |
| ----- | ------- | ----- |
| 0     | 95 o +  | 0     |
| 0     | 90 a 94 | 0     |
| 0     | 85 a 89 | 0     |
| 0     | 80 a 84 | 0     |
| 4     | 75 a 79 | 8     |
| 8     | 70 a 74 | 12    |
| 4     | 65 a 69 | 8     |
| 8     | 60 a 64 | 4     |
| 4     | 55 a 59 | 4     |
| 16    | 50 a 54 | 16    |
| 4     | 45 a 49 | 12    |
| 8     | 40 a 44 | 4     |
| 20    | 35 a 39 | 20    |
| 8     | 30 a 34 | 24    |
| 4     | 25 a 29 | 4     |
| 8     | 20 a 24 | 4     |
| 8     | 15 a 19 | 0     |
| 16    | 10 a 14 | 4     |
| 24    | 5 a 9   | 16    |
| 24    | 0 a 4   | 0     |

## Economia
El 2007 la població en edat de treballar era de 225 persones, 160 eren actives i 65 eren inactives. De les 160 persones actives 143 estaven ocupades (88 homes i 55 dones) i 17 estaven aturades (7 homes i 10 dones). De les 65 persones inactives 16 estaven jubilades, 21 estaven estudiant i 28 estaven classificades com a «altres inactius».

### Ingressos
El 2009 a Mesnac hi havia 147 unitats fiscals que integraven 384 persones, la mediana anual d'ingressos fiscals per persona era de 16.859 €.

### Activitats econòmiques
Dels 16 establiments que hi havia el 2007, 2 eren d'empreses alimentàries, 2 d'empreses de fabricació d'altres productes industrials, 6 d'empreses de construcció, 4 d'empreses de comerç i reparació d'automòbils, 1 d'una empresa d'hostatgeria i restauració i 1 d'una empresa de serveis.
Dels 6 establiments de servei als particulars que hi havia el 2009, 1 era un paleta, 1 guixaire pintor, 2 lampisteries, 1 electricista i 1 empresa de construcció.
L'únic establiment comercial que hi havia el 2009 era una carnisseria.
L'any 2000 a Mesnac hi havia 9 explotacions agrícoles.

## Poblacions més properes
El següent diagrama mostra les poblacions més properes.